# Paolo Rabitti
Paolo Rabitti, né  le 28 octobre 1936 à Castellarano en Italie, est un archevêque italien, archevêque émérite de Ferrare-Comacchio depuis décembre 2012.

## Biographie
Né le 28 octobre 1936 à Castellarano (dans la province de Reggio d'Émilie, en Émilie-Romagne), il est ordonné prêtre dans la cathédrale de Bologne par le cardinal Biffi le 13 mars 1976.
Nommé évêque de San Marino-Montefeltro le 25 mai 1995, il reçoit l'ordination épiscopale le 24 juin suivant, des mains du card. Giacomo Biffi (co-consacrateurs: card. Francesco Marchisano et Mgr Mariano De Nicolò).
Il est transféré à l'Archidiocèse de Ferrare-Comacchio le 2 octobre 2004.
Au sein de la Conférence épiscopale italienne il préside la commission épiscopale pour les laïcs. Il se retire le 1er décembre 2012. Lui succède sur le siège de Ferrare Mgr Luigi Negri qui lui avait déjà succédé en 2005 à San Marino-Montefeltro.
Le 16 décembre 2013, il est nommé par le pape François, membre de la Congrégation pour les évêques.  

### Devise épiscopale
- « Rabbi tuus Christus »